# Carlotta Corpronová
Carlotta Corpronová (nepřechýleně Carlotta Corpron; 9. prosince 1901 – 17. dubna 1988) byla americká fotografka známá svými abstraktními kompozicemi se světlem a odrazy, vytvořenými většinou během 40. a 50. let 20. století. Je považována za průkopnici americké abstraktní fotografie a klíčovou postavu v propagaci výtvarné školy Bauhaus v Texasu.

## Životopis
Corpronová se narodila v Blue Earth, Minnesota. Její otec, Alexander Corpron, byl lékař a přestěhoval se s celou rodinou do Indie, kde sloužil jako lékařský misionář. Navštěvovala "přísnou anglickou internátní školu " umístěnou v himálajských horách.
Poté, co strávila většinu svého mládí v Indii, se v roce 1920 vrátila do Spojených států, aby studovala umění na Michigan State Normal College, kde v roce 1925 získala titul B.S. v uměleckém vzdělávání. Pokračovala ve studiu designu látek a výtvarné výchovy na Columbia University's Teachers College a v následujícím roce získala magisterský titul.
Corpronová se živila jako učitelka umění, nejprve na Women's College of Alabama (1926-1928; nyní Huntington College) a poté na University of Cincinnati 's School of Applied Art (1928-1935). Corpronová koupila svůj první fotoaparát v roce 1933. V roce 1935 přijala práci lektorky fotografie, designu a dějin umění na Texas State College for Women (v současnosti známé jako Texas Woman's University) v Dentonu. Nejprve používala fotoaparát k dokumentaci studentských uměleckých děl. Její učení a „fotografická vize“ měly velký vliv na další generaci fotografů, kteří do Texasu přinesli techniky, které dříve nebyly k vidění. Jednou z jejích studentek tam byla Ida Lansky. Corpronová ovlivnila i další texaskou avantgardní fotografku Barbaru Maples.
O vyučování Corpronová řekla: „Jsem jedním z těch šťastných jedinců na tomto světě, jejichž povolání a touha splývají. Učení mě nadevše baví a zjistila jsem, že když jsem se vypracovala jako kreativní fotografka, práce mých studentů se stala zajímavější.″
V roce 1968 odešla z učení a zemřela v Dentonu v roce 1988.

## Fotografie
V létě 1936 se Corpronová rozhodla zdokonalit své fotografické techniky v Art Center v Los Angeles v rámci přípravy na výuku fotografického kurzu. Její nejstarší fotografická práce známá jako její „studie přírody“ byla pokračováním experimentů, které začala v Cincinnati. V dílech jako Korál a hvězdice (1944) se zaměřila na abstrakci a vzory přírodních forem. V dílech, jako je Design with Oil Tank (1942), Corpronová manipulovala s obrazy, aby zdůrazňovala geometrické formy překrýváním negativů. S podporou uměleckého oddělení na Texaské ženské univerzitě a jejích studentů začala Corpronová prohlubovat své vynalézavé studie.
V roce 1933 se Corpronová začala věnovat černobílé fotografii a zpočátku se o ni zajímala jako o nástroj pro fotografování přírodních forem pro použití v kurzech textilního designu. Její vysoce abstraktní estetika byla ovlivněna fotogramy Man Raye a László Moholyho-Nagye, kteří navštívili Denton v roce 1942, aby zde vyučovali světelnou dílnu. Přibližně ve stejnou dobu přišel do Dentonu umělec György Kepes, aby napsal knihu a pomohl rozšířit její repertoár a představil Corpronové řadu modernistických technik včetně dvojité expozice a solarizace.
Autorka je nejznámější díky několika sériím, které označovala jako "světelná poezie" a které nazvala "Světelné kresby", ve kterých zkoumala světlo jako ústřední téma. Vytvořila řadu světelných obrazů sledováním pohybu světel v zábavních parcích a další skupina obrazů se soustředila na zkreslené odrazy předmětů, jako jsou vejce. K dispozici je také série obrázků, "Light Patterns", vytvořené fotografováním hry světla na listech papíru zavěšených uvnitř na zakázku navržené krabice. Experimentovala také se solarizací a s ferrotypovými deskami. Její nápadité a „ultramoderní“ zkoumání světla prolomilo novou půdu ve fotografické technice a vybudovala si reputaci jako průkopnice americké abstraktní fotografie a toho, co jeden učenec nazval „Texas Bauhaus“.
Velkým obdivovatelem prací Corpronové se stal maďarský umělec György Kepes a některé její fotografie zahrnul do své vlivné učebnice z roku 1944 Jazyk vidění. Dalším obdivovatelem její práce v tomto období byl Alfred Stieglitz, který plánoval její dílo vystavit, ale zemřel dříve, než tak mohl učinit. Během 40. a začátkem 50. let měla řadu samostatných výstav v prestižních muzeích a galeriích a byla zařazena na výstavu „Abstrakce ve fotografii“ Muzea moderního umění (New York, 1952).
V 50. letech 20. století tvorba Corpronové klesla kvůli špatnému zdraví a omezeným financím. V roce 1975 však byla její práce zahrnuta do významné výstavy Muzea umění v San Franciscu „Women of Photography: An Historical Survey“, což vedlo k oživení zájmu o její práci. V průběhu 70. a 80. let byla zahrnuta její díla na výstavách v řadě muzeí a galerií a dnes (2022) jsou její práce uloženy ve sbírkách MOMA (New York), Art Institute of Chicago, Dallas (Texas) Museum of Art, Museum of Contemporary Photography (Chicago) a další umělecké instituce.
Její osobní archivy jsou ve sbírce Muzea amerického umění Amona Cartera v Texasu.

## Vybrané výstavy
- Texas Bauhaus, El Paso Museum of Art (2006)[18]
- Carlotta Corpron: Designer with Light, Muzeum amerického umění Amona Cartera (1980)[19]
- Works on Paper: Southwest 1978, Dallas Museum of Art (1978)[20]
- Form and Light: 1942-1949, Marcuse Pfeifer Gallery (1977)
- Women in Photography: An Historical Survey, Sanfranciské muzeum moderního umění (1975)[21]
- Abstraction in Photography, Muzeum moderního umění (1952)[2]
- Captured Light, Dallas Museum of Fine Arts (1948)[22]